# Tim Allen
Timothy Allen Dick (Denver, Colorado, 13. lipnja 1953.), poznatiji pod pseudonimom Tim Allen,  američki je glumac.
U dobi od 13 godina preselio se u Birmingham, Michigan. U listopadu 1978. završio je u zatvoru zbog dilanja kokaina.

## Filmografija

### Filmovi
| Godina | Film                                                 | Uloga                              |
| ------ | ---------------------------------------------------- | ---------------------------------- |
| 1988   | Comedy's Dirtiest Dozen                              | Tim Allen                          |
| 1989   | Tropical Snow                                        | Nosač kofera                       |
| 1994   | Čudesni Božić                                        | Scott Calvin/Djeda Mraz            |
| 1995   | Priča o igračkama                                    | Buzz Lightyear (glas)              |
| 1997   | Meet Wally Sparks                                    | Tim Allen                          |
| 1997   | Jungle 2 Jungle                                      | Michael Cromwell                   |
| 1997   | For Richer or Poorer                                 | Brad Sexton                        |
| 1999   | Priča o igračkama 2                                  | Buzz Lightyear (glas)              |
| 1999   | Galaktička pustolovina                               | Jason Nesmith                      |
| 2000   | Buzz Lightyear of Star Command: The Adventure Begins | Buzz Lightyear (glas)              |
| 2001   | Who Is Cletis Tout?                                  | Critical Jim                       |
| 2001   | Joe Somebody                                         | Joe Scheffer                       |
| 2002   | Totalna zbrka                                        | Eliot Arnold                       |
| 2002   | Čudesni Božić 2                                      | Santa Claus/Scott Calvin/Toy Santa |
| 2003   | Top Speed                                            | Tim Allen                          |
| 2004   | Kako preskočiti Božić                                | Luther Krank                       |
| 2006   | Pasja sudbina                                        | Dave Douglas                       |
| 2006   | Auti                                                 | Buzz Lightcar                      |
| 2006   | Povratak kapetana Zooma                              | Jack Shepard/Kapetan Zoom          |
| 2006   | Čudesni Božić 3                                      | Djeda Mraz/Scott Calvin            |
| 2007   | Divljaci na kotačima                                 | Doug Madsen                        |
| 2007   | Fired!                                               | Tim Allen                          |
| 2008   | Redbelt                                              | Chet Frank                         |
| 2009   | Šest žena Henryja Lefaya                             | Henry Lefay                        |
| 2010   | Priča o igračkama 3                                  | Buzz Lightyear (glas)              |
| 2010   | Crazy on the Outside                                 | Tommy Zelda                        |
| 2011   | Hawaiian Vacation                                    | Buzz Lightyear (glas)              |
| 2011   | Small Fry                                            | Buzz Lightyear (glas)              |
| 2012   | Partysaurus Rex                                      | Buzz Lightyear (glas)              |
| 2012   | Chimpanzee                                           | Narrator                           |
| 2012   | Pingvini s Madagaskara                               | Narrator                           |
| 2013   | Geezers!                                             | Tim                                |
| 2017   | Priča o igračkama 4                                  | Buzz Lightyear (glas)              |

### Televizija
| Godina    | Naziv                               | Uloga                 |
| --------- | ----------------------------------- | --------------------- |
| 1991–99   | Sam svoj majstor                    | Tim Taylor            |
| 1997      | Soul Man                            | Tim Taylor            |
| 1998      | Spin City                           | Rags (glas)           |
| 2003      | These Guys                          | Narrator (glas)       |
| 2004      | Jimmy Neutron: Win, Lose and Kaboom | Meldar Prime (glas)   |
| 2011–2021 | Posljednja crta obrane              | Mike Baxter           |
| 2013      | Božićna priča o igračkama           | Buzz Lightyear (glas) |
| 2014      | Toy Story That Time Forgot          | Buzz Lightyear (glas) |
| 2015      | Cristela                            | Mike Baxter           |

### Videoigre
| Godina | Naziv                                     | Uloga                     |
| ------ | ----------------------------------------- | ------------------------- |
| 1994   | Home Improvement: Power Tool Pursuit      | Tim "The Tool Man" Taylor |
| 1999   | Toy Story 2: Buzz Lightyear to the Rescue | Buzz Lightyear            |
| 2001   | Toy Story Racer                           | Buzz Lightyear            |
| 2010   | Scene It? Disney Magical Moments          | Buzz Lightyear            |

## Vanjske poveznice
- Službena stranica  Arhivirana inačica izvorne stranice od 21. srpnja 2008. (Wayback Machine)
- Tim Allen na stranici IMDb-a